# Solanum quitoense
Solanum quitoense es una planta perenne subtropical del noroeste de América del Sur. Su fruta es conocida como naranjilla en Ecuador, Panamá y Costa Rica; mientras en Colombia, Venezuela, República Dominicana y México, sobre su zona sur, es conocida como lulo.  En Perú es una fruta poco común, pero se puede encontrar en la selva alta, los Andes del norte del país con el nombre de naranjilla o quito quito. El nombre específico quitoense significa "de Quito".

## Anatomía
Presenta hojas de gran tamaño, aterciopeladas, cubiertas de pelos cortos de color púrpura, de 30 a 45 cm de largo. Son de forma oblonga ovalada, con los bordes ondulados y con un pecíolo hasta de 15 cm, con ángulos de inserción obtusos o agudos, para captar la luz que pasa a través del bosque.
Bajo sombra florece y fructifica en forma casi continua, manteniendo unos pocos frutos, con períodos productivos prolongados. La siembra bajo sombrío conviene a la preservación del bosque. Sembrado expuesto a pleno sol, las plantas florecen y fructifican abundantemente, pero se reduce el período productivo con cosecha de frutos que duran alrededor de 12 meses.
El fruto, parecido al tomate, es ovoide, de 4 a 6 cm de diámetro, con cáscara amarilla, anaranjada o parda, cubierta de pequeñas y finas espinas o "vellos". Internamente, se divide en cuatro compartimentos separados por particiones membranosas, llenos de pulpa de color verdoso o amarillento y numerosas semillas pequeñas y blanquecinas.

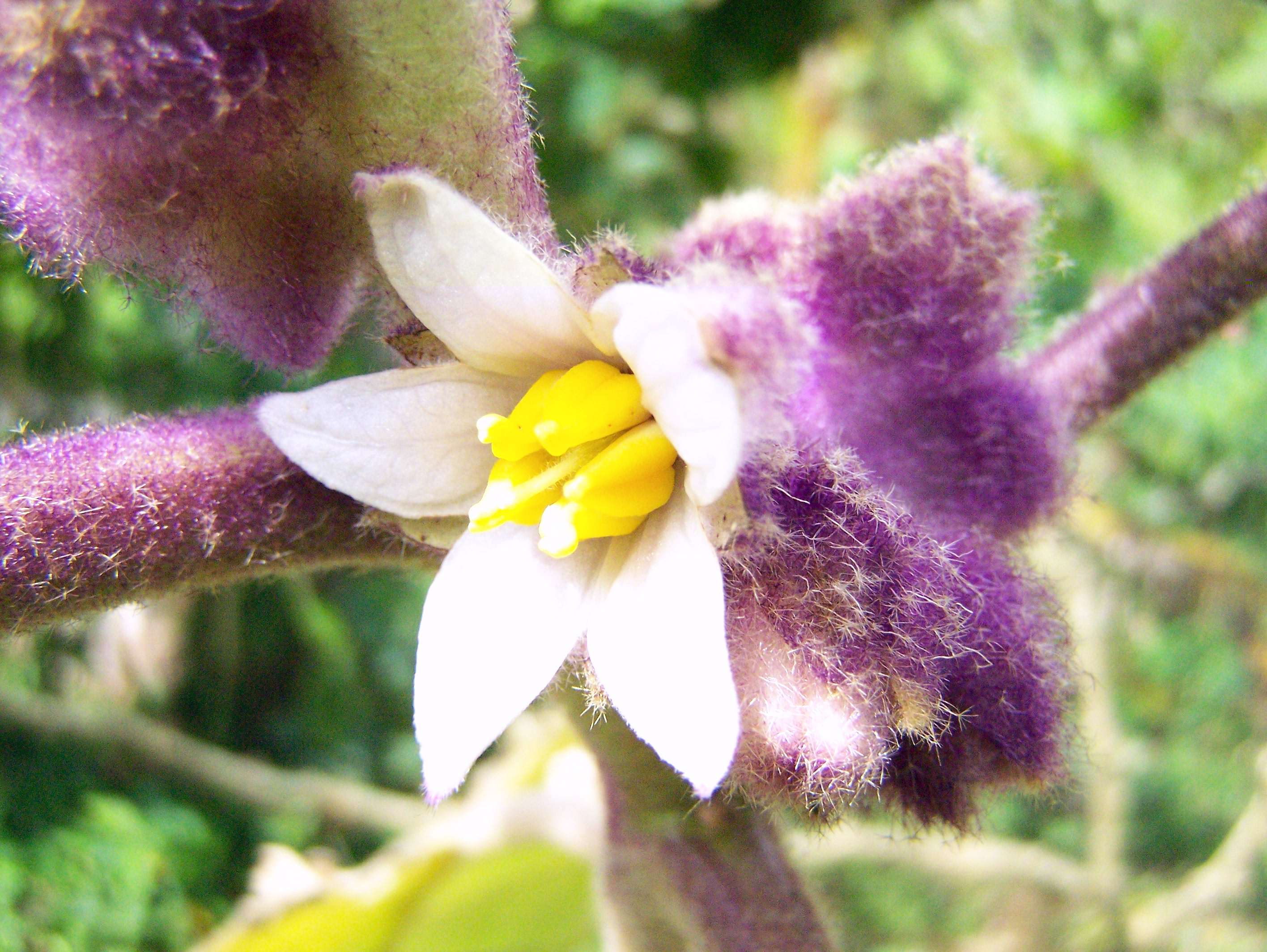
Flor de la planta.
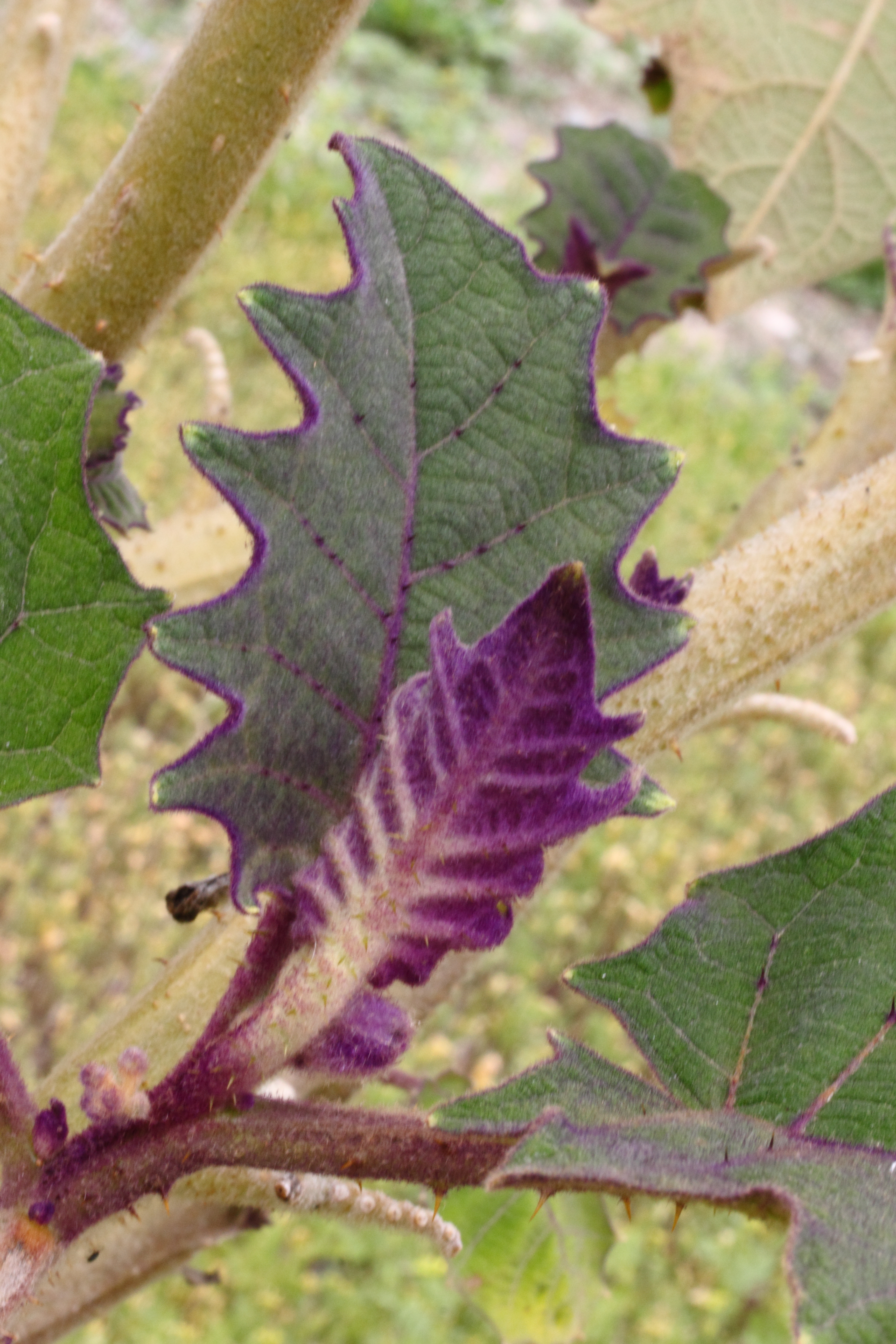
Hojas nuevas.
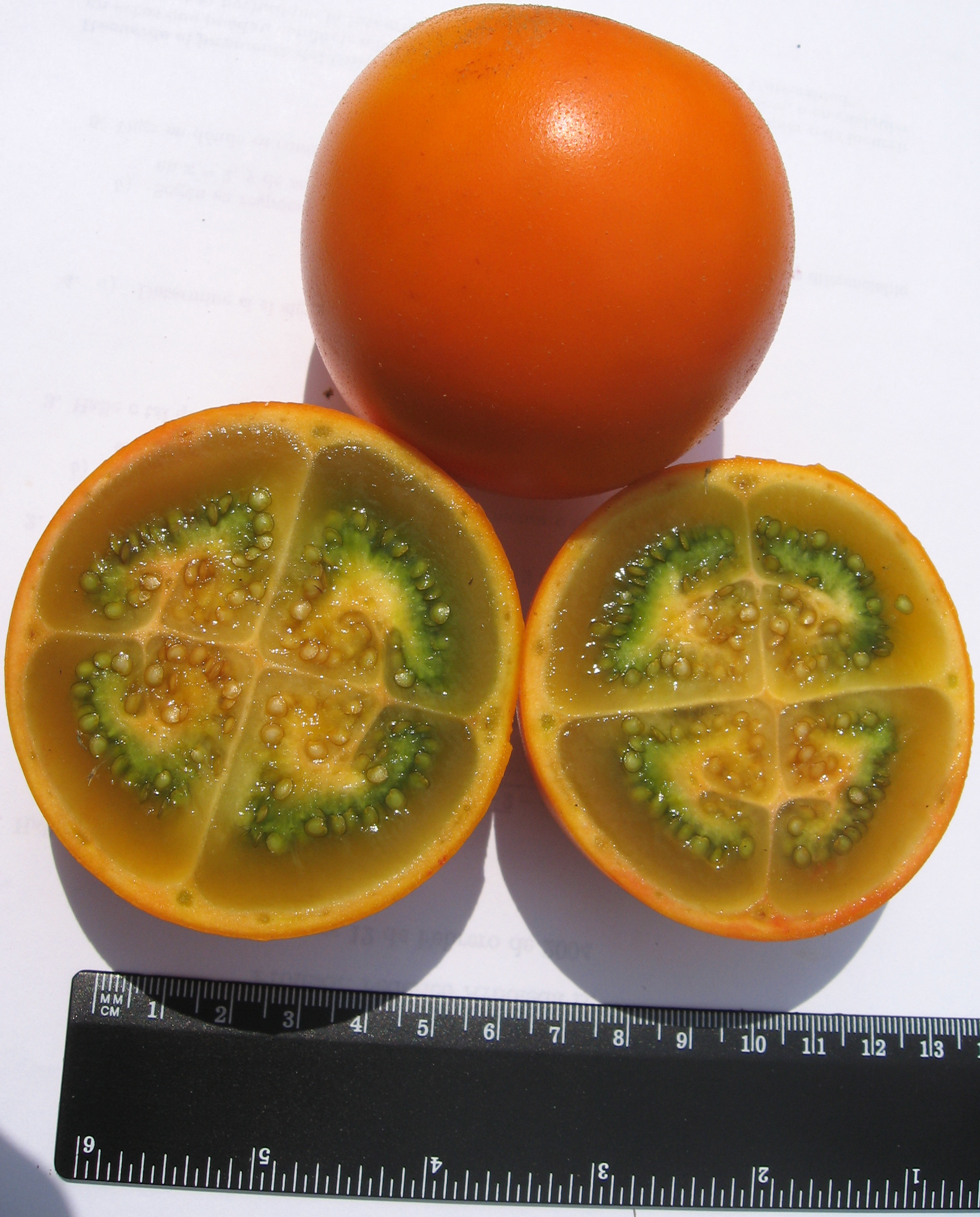
Fruto.

## Distribución, hábitat, y aspectos ecológicos de su cultivo
Se encuentra en Perú, Colombia, Ecuador, Panamá y Costa Rica. También se cultiva en República Dominicana y en México especialmente en los estados de Jalisco, Nayarit y Sinaloa. Crece silvestre en los Andes, entre los 1200 y 2100 m s. n. m.. Al ser una planta de día corto, se desarrolla mucho mejor en ambientes sombreados (sotobosque o bosque primario), o en zonas con alta nubosidad, cercanos a corrientes de agua, con temperaturas entre 17° y 20 °C, y humedad relativa del 80%. En un experimento realizado en Rionegro-Antioquia (Colombia), se determinó que los mejores resultados se pueden obtener manejando sombríos entre un 25 y 50%, y en zonas de vida como el bosque húmedo premontano o el bosque húmedo montano bajo. 
El rango de precipitación anual que prefiere oscila entre los 1.500 y los 3000 mm, siendo 2.500 con una buena distribución, el nivel óptimo para su cultivo. Es una especie sensible a las sequías, tres semanas de sequía puede ocasionar severo marchitamiento de hojas y caída de frutos.

## Taxonomía
Solanum quitoense fue descrita por Jean-Baptiste Lamarck y publicado en Tableau Encyclopédique et Methodique ... Botanique 2: 16. 1794.
Etimología
Ver: Solanum
quitoense: epíteto geográfico que alude a su localización en Quito.
Variedad aceptada
- Solanum quitoense f. septentrionale (R.E. Schultes & Cuatrec.) D'Arcy

Sinonimia
- Solanum angulatum Ruiz & Pav.
- Solanum quitense Kunth[3]

## Importancia económica y cultural
En Ecuador y Colombia se consume la fruta madura. Es apreciada por su contenido en vitamina C. Procesada con cáscara, posee mayor contenido de  minerales (tales como calcio y fósforo) y fibra.
Se usa para preparar postres, jugos o batidos. En Colombia, se usa esta fruta como ingrediente principal de la "lulada", bebida con trozos de lulo, hielo triturado y leche condensada. En Ecuador, se usa esta fruta en bebidas emblemáticas de la cultura gastronómica, tales como el canelazo, colada morada y la chicha.

## Toxicidad
Todas las partes de las plantas pertenecientes al género Solanum contienen alcaloides esteroidales, tales como solanidina y tomatidina, cuyo consumo puede afectar negativamente a la salud; consumiéndose únicamente la fruta madura.